# Тассар, Жан Жозеф Франсуа
Жан Жозеф Франсуа Тассар (фр. Jean-Joseph-François Tassaert; 1765[…], Париж — 1835[…], Париж) — французский гравёр.
Родился в 1765 году в Париже, сын скульптора Жана Пьера Антуана Тассара. Большую часть жизни провёл в Париже, занимаясь гравированием. Из его работ известны гравюры на сюжеты событий Великой французской революции с оригиналов Фульшрана Жана Аррье, портреты маршалов и сановников Первой империи, книжные иллюстрации.
Его сыном был Октав Тассар, художник с неоднозначной прижизненной репутацией. 
Скончался Жан Жозеф Франсуа Тассар в 1838 году в Париже.

## Галерея

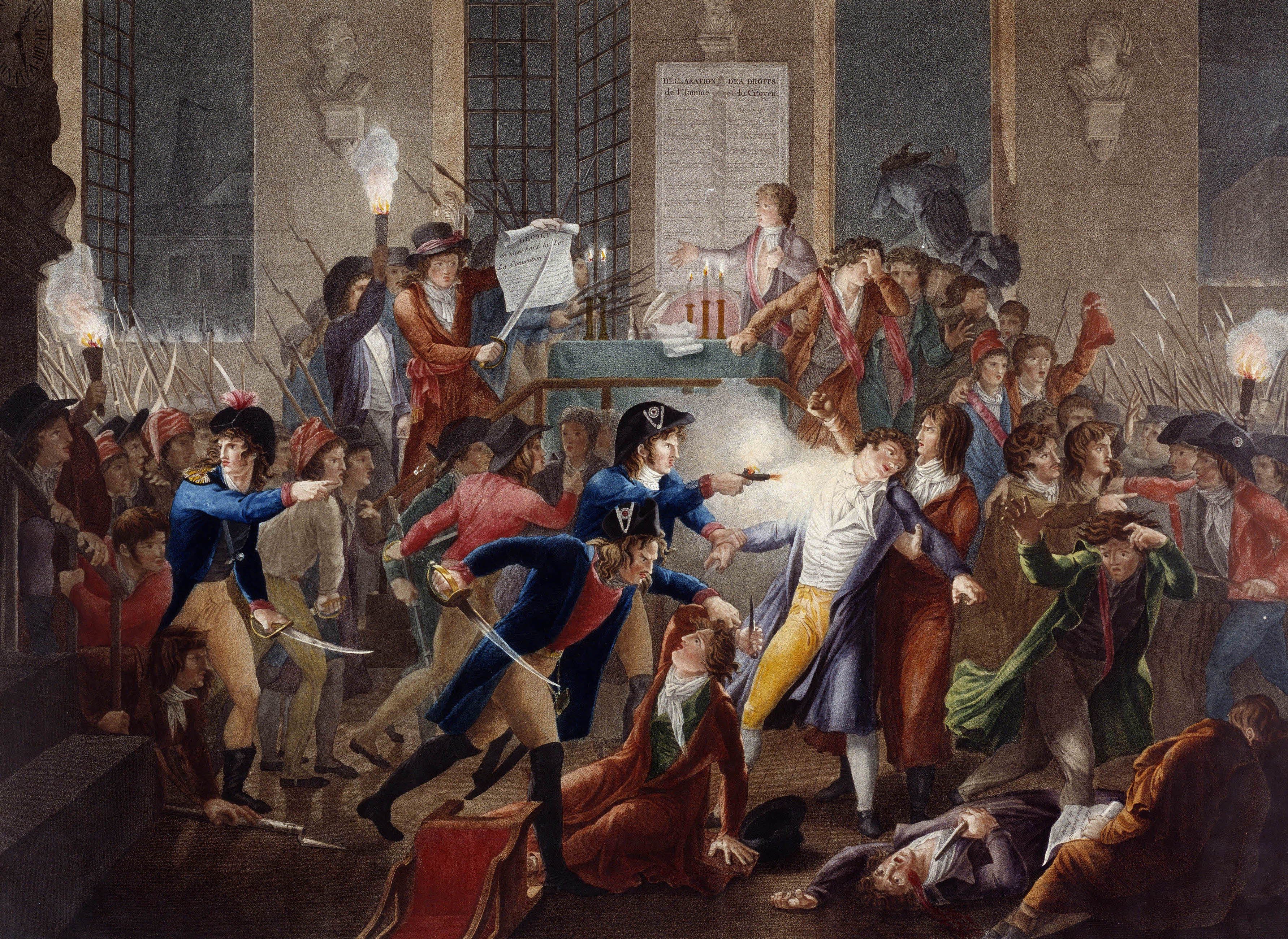
Ночь с 9 на 10-е термидора. Раскрашенная гравюра Тассара с оригинала  Ф. Ж. Аррье.
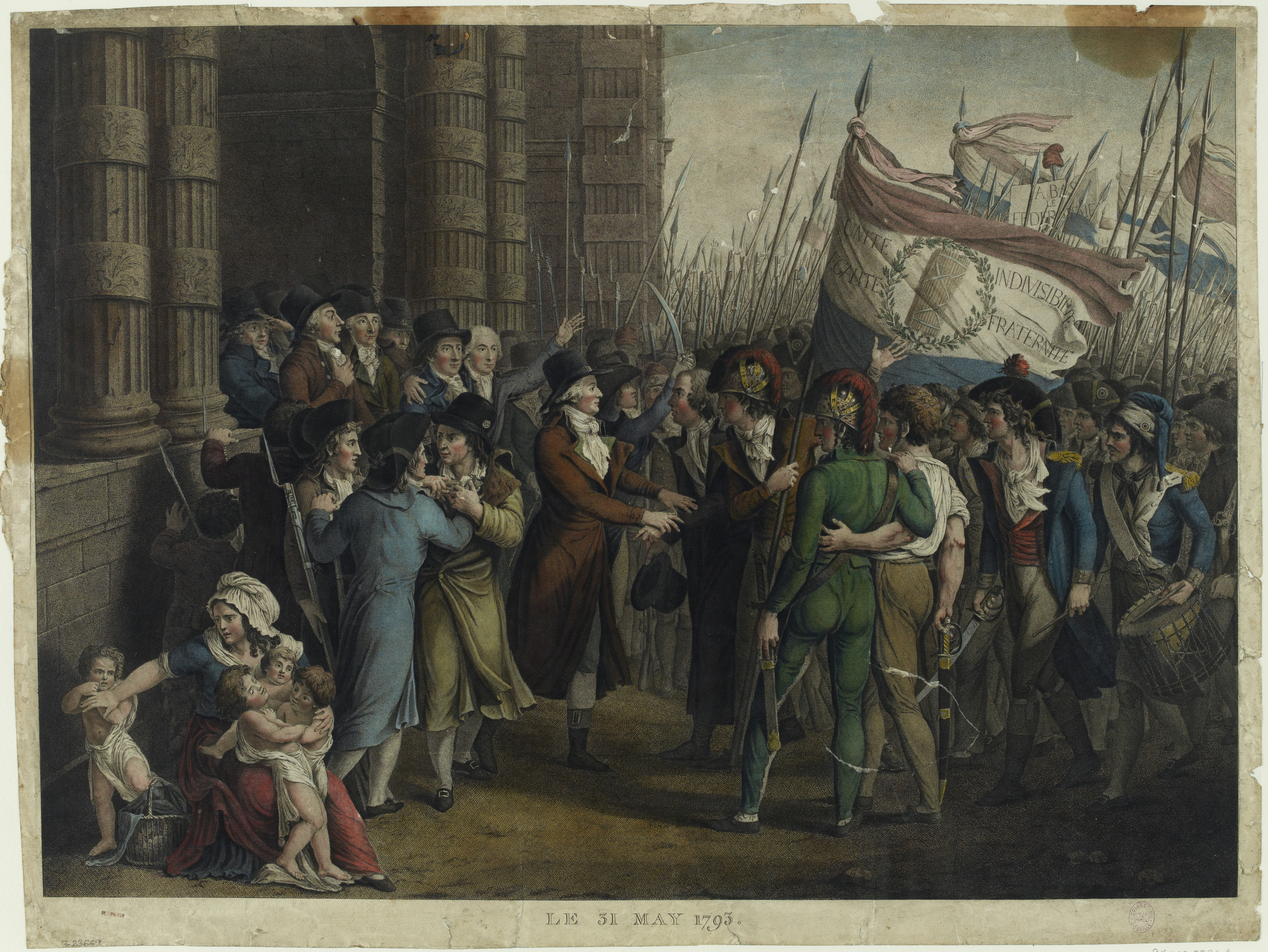
31 мая 1793 года. Свержение жирондистов: Эро де Сешель говорит с народом. Раскрашенная гравюра Тассара с оригинала  Ф. Ж. Аррье.
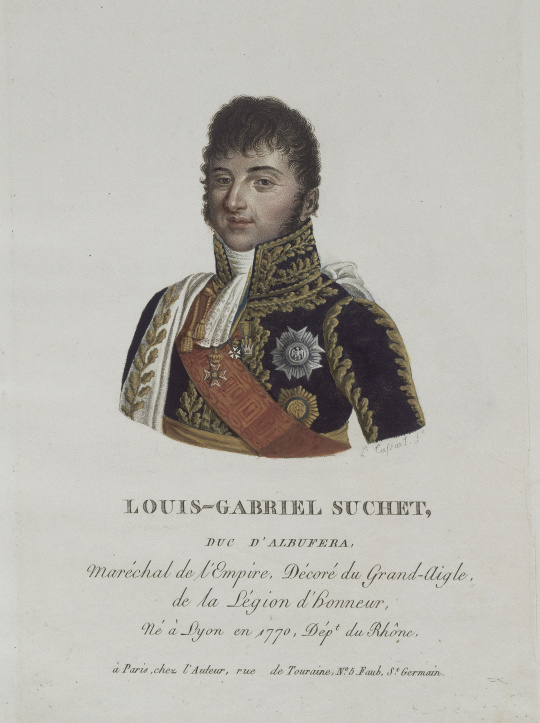
Портрет маршала Сюше
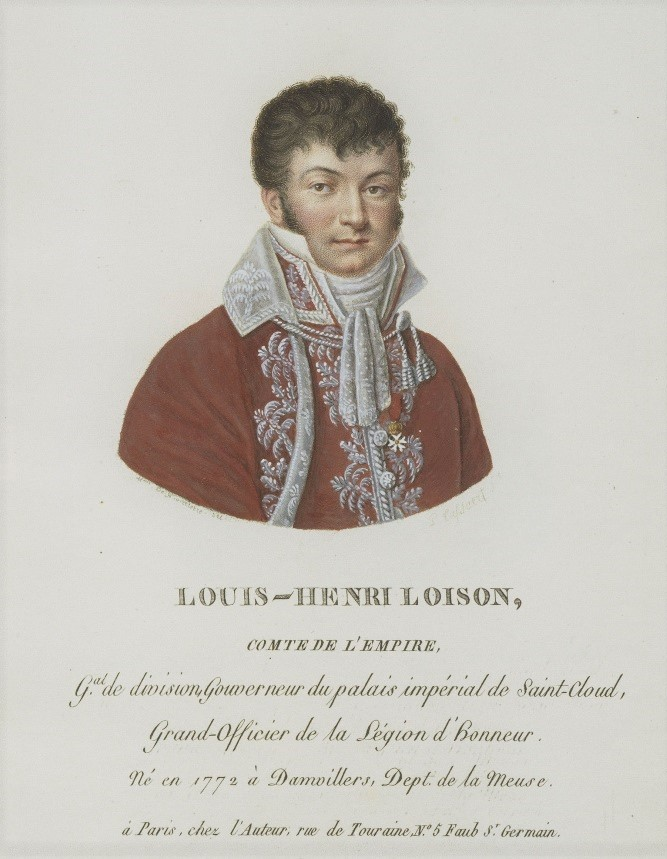
Портрет генерала Луазона
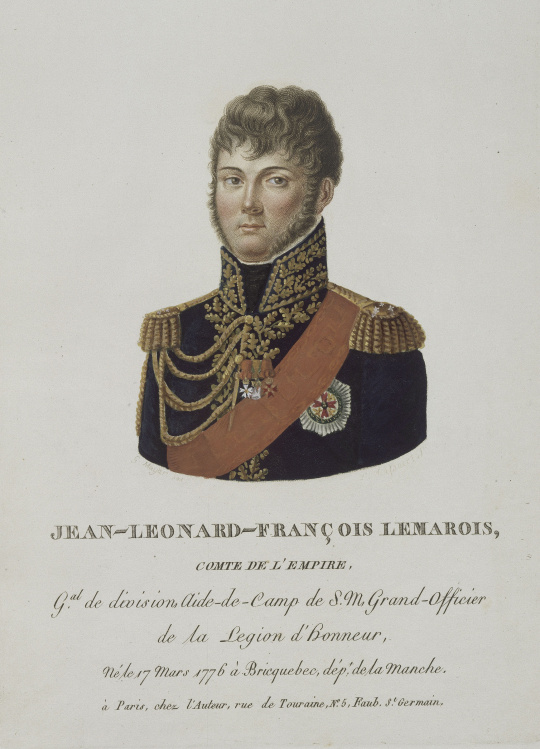
Портрет генерала Лемаруа
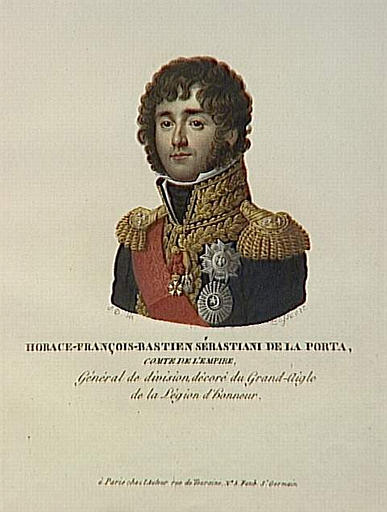
Портрет генерала Себастьяни.
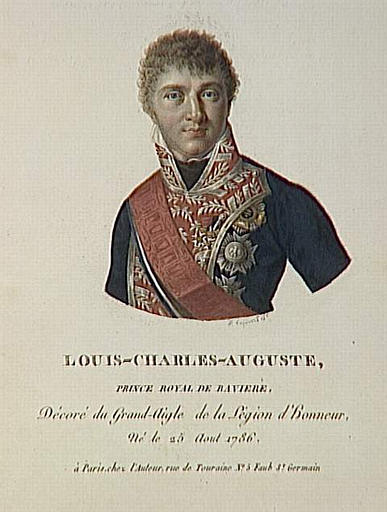
Принц Людвиг Карл Август Баварский.
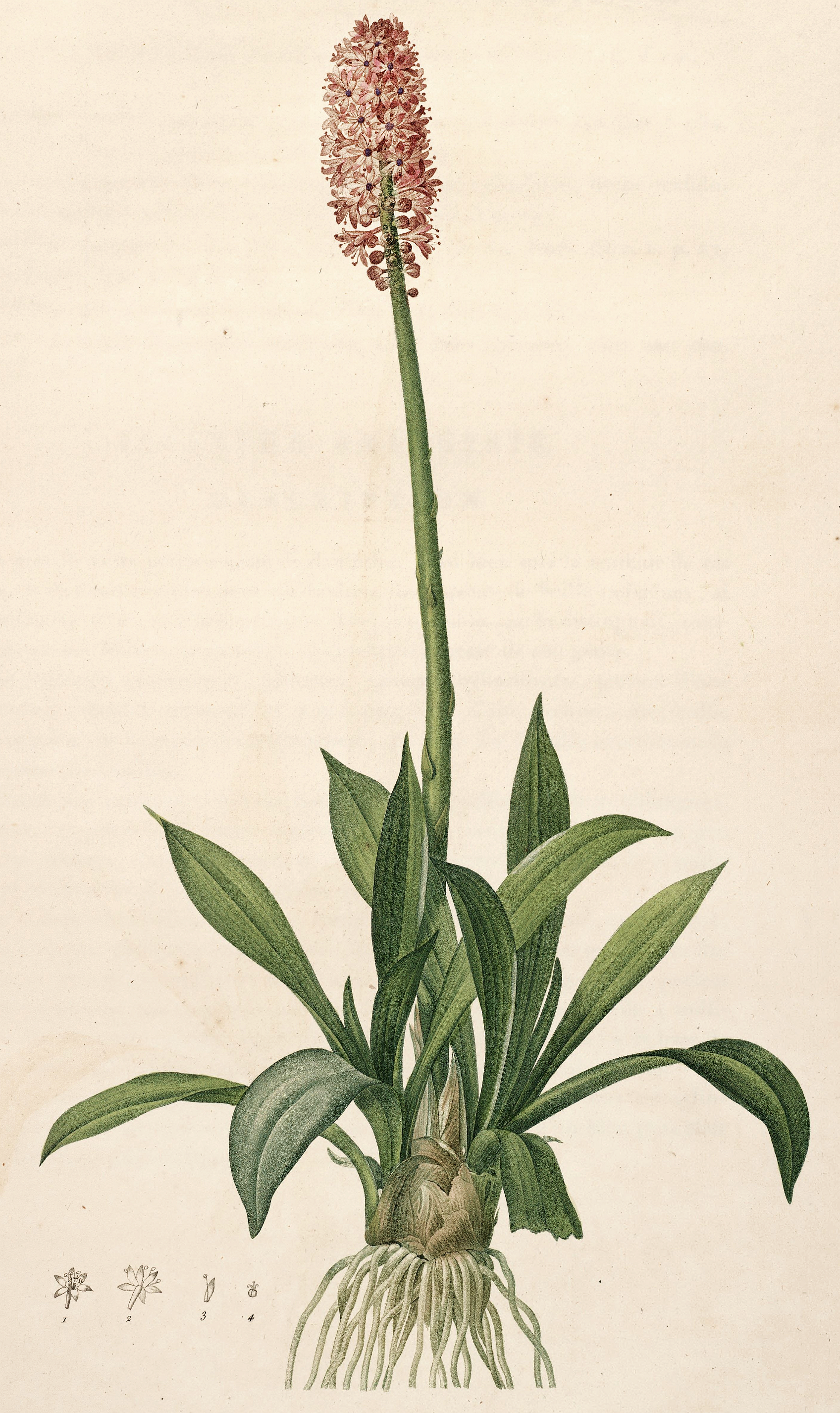
Ботаническая иллюстрация (Гелониас).